# Gloria Stella Díaz
Gloria Stella Díaz Ortiz (Bogotá, 9 de abril de 1964) es una abogada y política colombiana, Díaz fue elegida concejal de Bogotá para el periodo 2016-2019, cargo que ejerció hasta 2018, año en el que renunció a su curul como concejal para retomar su curul como senadora. Díaz fue Representante a la Cámara por Bogotá de 2006 a 2014 por el Partido MIRA, fue Senadora suplente de Alexandra Moreno Piraquive en 2004.

## Estudios
- Abogada de la Universidad Libre (Colombia).
- Especialista en Derecho de Familia de la Pontificia  Universidad Javeriana.

## Actividades realizadas
Representante por el partido MIRA en Bogotá (2006-2014).
Fue Senadora de la República de Colombia por el partido MIRA gracias a un fallo del Consejo de Estado de Colombia que ordenó que se le entregara a Díaz la credencial que la acreditaba como senadora para el periodo 2014-2018.
Díaz fue destacada como la mejor Representante de Colombia en 2006, 2008 y 2009. Es reconocida por su esfuerzo constante por endurecer las penas contra los conductores ebrios.

## Normas de su autoría
Gloria Stella Díaz ha sido autora de las siguientes leyes:
- Ley 1275 de 2009: Ley sobre el enanismo.[9]
- Ley 1326 de 2009: Aumento de penas a los conductores que bajo el alcohol o sustancias psicotrópicas que ocasionen muertos o heridos.[10]
- Ley 1383 de 2010: Reforma del Código Nacional de Tránsito.
- Ley 1385 de 2010: Ley para establecer acciones que prevengan el consumo de alcohol de las mujeres en estado de embarazo.
- Ley 1488 de 2011: Ley para brindar ayudas a los afectados en zonas declaradas en emergencia económica, social y ecológica o en situación de desastre o calamidad pública.
- Ley 1496 de 2011: Ley de igualdad salarial entre hombres y mujeres.[11]
- Ley 1503 de 2011: Ley de prácticas y métodos de seguridad vial.
- Ley 1506 de 2012: Disposiciones en materia de servicios públicos domiciliarios para hacer frente a cualquier desastre o calamidad.
- Ley 1542 de 2012: Modificaciones a la Ley de procedimiento legal.
- Ley 1548 de 2012: Modificaciones sobre las leyes sobre conductores en estado embriaguez.
- Ley 1626 de 2013: Se garantiza la vacunación gratuita a los colombianos.